# Kostel svaté Markéty (Břežany)
Kostel svaté Markéty je římskokatolický barokní kostel v obci Břežany na Rakovnicku. Pod památkovou ochranou je od 3. května 1958.

## Historie
První kostel je v Břežanech doložen už ve 14. století. V roce 1414 v kostele snad kázal i mistr Jan Hus, když zrovna pobýval na nedalekém hradu Krakovci. Avšak během pozdějších husitských válek byl zdevastován. Nový kostel byl postaven až v roce 1560, ten se ovšem velmi poškodil během třicetileté války a zbyla z něj pouze zřícenina. Kostel současné podoby byl vystavěn až v první polovině 18. století v barokním slohu. 3. května 1958 byl zapsán jako kulturní památka.